# Лескано, Гастон
Гастон Адриан Лескано (исп. Gastón Adrián Lezcano; 21 ноября 1986 года, Сан-Николас-де-лос-Арройос) — аргентинский футболист, играющий на позиции нападающего. Ныне выступает за чилийский клуб «Кобресаль».

## Клубная карьера
Гастон Лескано начинал свою карьеру футболиста в аргентинском клубе «Хенераль Ламадрид». Он также выступал на правах аренды за команды «Каньюэлас» и «Барракас Сентраль» в низших аргентинских лигах. В середине 2011 года Лескано перешёл в чилийский «Сантьяго Морнинг». 7 августа того же года он дебютировал в чилийской Примере, выйдя в основном составе в гостевом матче с «О’Хиггинсом». Спустя месяц аргентинец забил свой первый гол на высшем уровне, открыв счёт в домашнем поединке против клуба «Сантьяго Уондерерс».
2012 год Лескано отыграл за парагвайский «3 февраля», а 2013 год — за чилийский «Кобрелоа». С начала 2014 года он представлял чилийский «О’Хиггинс». В январе 2017 года аргентинец перешёл в мексиканский клуб «Монаркас Морелия», 2019 года — в чилийский клуб «Универсидад Католика».

## Достижения
«О’Хиггинс»
- Обладатель Суперкубка Чили по футболу (1): 2014

 «Монаркас Морелия»
- Финалист Кубка Мексики (1): Кл. 2017